# Koszó János
Koszó János (Lippa, 1892. április 25. – Budapest, Józsefváros, 1952. október 10.) irodalomtörténész, egyetemi tanár.

## Életpályája
Koszó (Kehrer) György és Baumann Anna fiaként született. Középiskolai tanulmányait az Aradi Királyi Főgimnáziumban végezte. Tanulmányait az Eötvös Collegium tagjaként a Budapesti Tudományegyetem Bölcsészettudományi Karán végezte, ahol 1914-ben magyar–német–francia szakon szerzett oklevelet. A következő évben német irodalomból doktorált. 1915 és 1918 között Aradon működött gimnáziumi tanárként. 1917-ben középiskolai tanári oklevelet szerzett. 1918 áprilisától 1923 májusáig a Berlini Egyetem lektora és a berlini Collegium Hungaricum könyvtárosa volt. Hazatérése után kinevezték az Állami Polgári Iskolai Tanárképző Főiskolájához a német nyelv és irodalom tanszékére. 1924-ben a budapesti Pázmány Péter Tudományegyetem A felvilágosodás és a romantika korának német irodalma tárgykörből magántanárrá képesítette, s ugyanitt 1935-ig előadásokat tartott. 1928 és 1934 között az Eötvös Collegiumban tanított. 1934–35-ben a pécsi Erzsébet Tudományegyetem Német Tanszékének helyettes, 1935-ben nyilvános rendkívüli tanára, 1938-ban a Bölcsészettudományi Kar prodékánja, 1939-ben dékánja volt. 1940 októberétől 1946-ig a Kolozsvári Magyar Királyi Ferenc József Tudományegyetemen tanított. 1947-től haláláig a budapesti Testnevelési Főiskola Idegennyelvi tanszékét vezette. Több lexikon munkatársa volt, s 1933-tól tagja a Szent István Akadémiának.
1924 és 1934 között Kerényi Károllyal együtt az Egyetemes Philológiai Közlönyt, 1937 és 1940 között Pécsett az Ergasterion című folyóiratot szerkesztette.
Felesége Ferch Irma Mária (1903–1977) volt, akivel 1920. október 11-én Budapesten kötött házasságot.

## Tagságai
- Szent István Akadémia
- Deutsche Akademie (München)
- Szent István Akadémia
- Budapesti Filológiai Társaság
- Pedagógiai Társaság

## Munkái
- Fessler Ignácz Aurél élete és szépirodalmi működése (Budapest, 1915)
- A költői alkotás lélektana (Budapest, 1918)
- Fessler Aurél Ignác a regény- és történetíró (Budapest, 1923)
- Művelődésismeret mint a modern nyelvi oktatás alapja (Budapest, 1931)
- „Nyugat alkonya”-hangulat a XIX. század első felében és Magyarország (Budapest, 1933)
- Térhiány-problémák az új német irodalomban (Budapest, 1935)
- Ungarn und die geistesgeschichtliche Forschung (Budapest, 1938)
- Irodalomtörténet és világnézet (Budapest, 1938)
- Segédkönyvek a német nyelv tanításához (Az újabb német irodalom főirányai és fejlődésmenete, Budapest, 1942)